# Kościół w Koeru
Kościół w Koeru (est. Koeru kirik) – średniowieczny kościół w Koeru, pierwotnie katolicki, noszący wezwanie św. Marii Magdaleny, następnie protestancki. Wpisany do rejestru zabytków Estonii pod nr 15007.

## Historia
W 1238 r. król Danii Waldemar II zawarł z Zakonem Krzyżackim pokój w Stensby, na mocy którego prowincja Jerwia (Järvamaa) pozostawała częścią państwa zakonnego, podczas gdy położone bardziej na północ ziemie estońskie weszły w skład Księstwa Estonii, domeny króla duńskiego. Traktat zakazywał zakonowi działań uderzających w interesy sąsiadów pozyskanej prowincji, w pierwszej kolejności w interesy duńskie, w tym m.in. zabraniał budowy fortyfikacji i zamków. Zakon nie zastosował się do tych postanowień, wznosząc zamek w Paide, stolicy prowincji, a w innych miejscowościach blisko granicy - obronne kościoły. Kościół w Koeru został zbudowany w końcu XIII w.

## Architektura
Kościół w Koeru jest budowlą trójnawową, halową, orientowaną. Jego struktura wyraźnie przypomina nieodległy, nieco starszy kościół w Ambla, pierwszy z obronnych budynków sakralnych w prowincji. Podobnie jak w Ambla, na elewacji zachodniej kościoła znajdowało się tylko jedno okrągłe okno. Sklepienie kościoła wsparte jest na wysokich kolumnach z prostymi bazami i kapitelami zdobionymi motywami roślinnymi. W kościele zachowały się również malowidła ścienne.
We wnętrzu świątyni znajduje się ołtarz główny wykonany przez rewelskiego mistrza Lüderta Heissmanna ok. 1645. Z XVII wieku pochodzi również znacznych rozmiarów krucyfiks powstały w pracowni Christiana Ackermanna. 

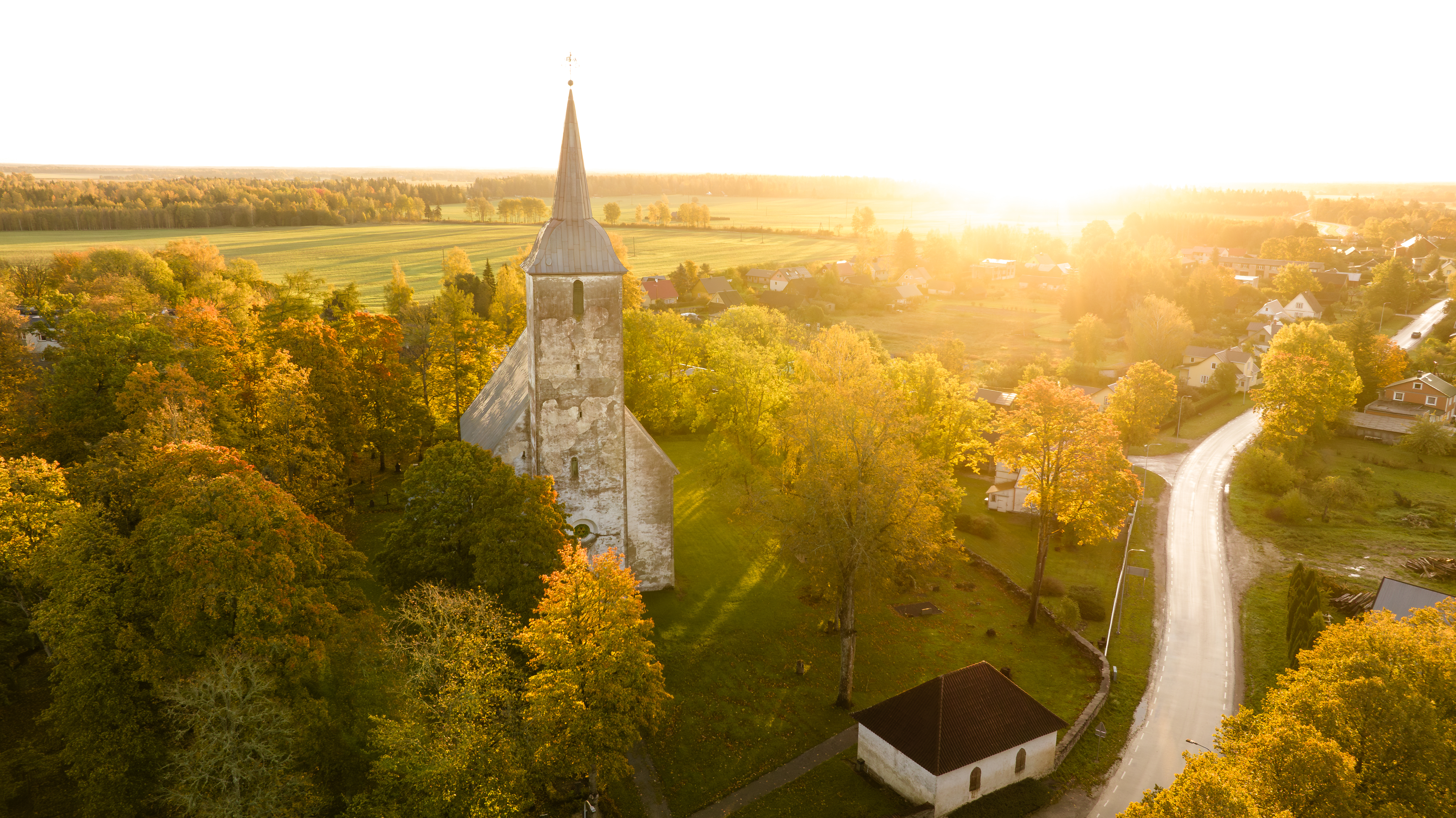
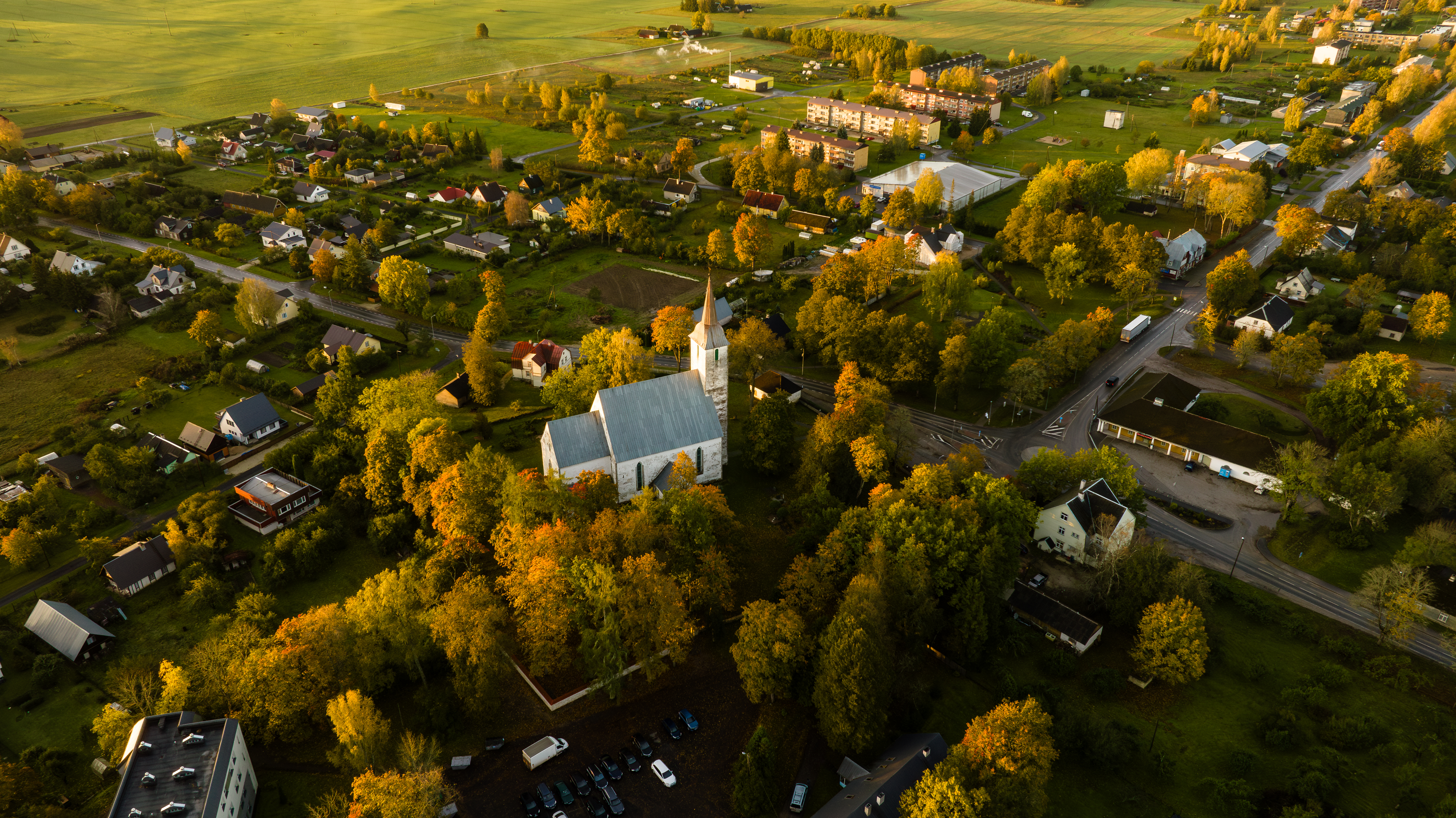
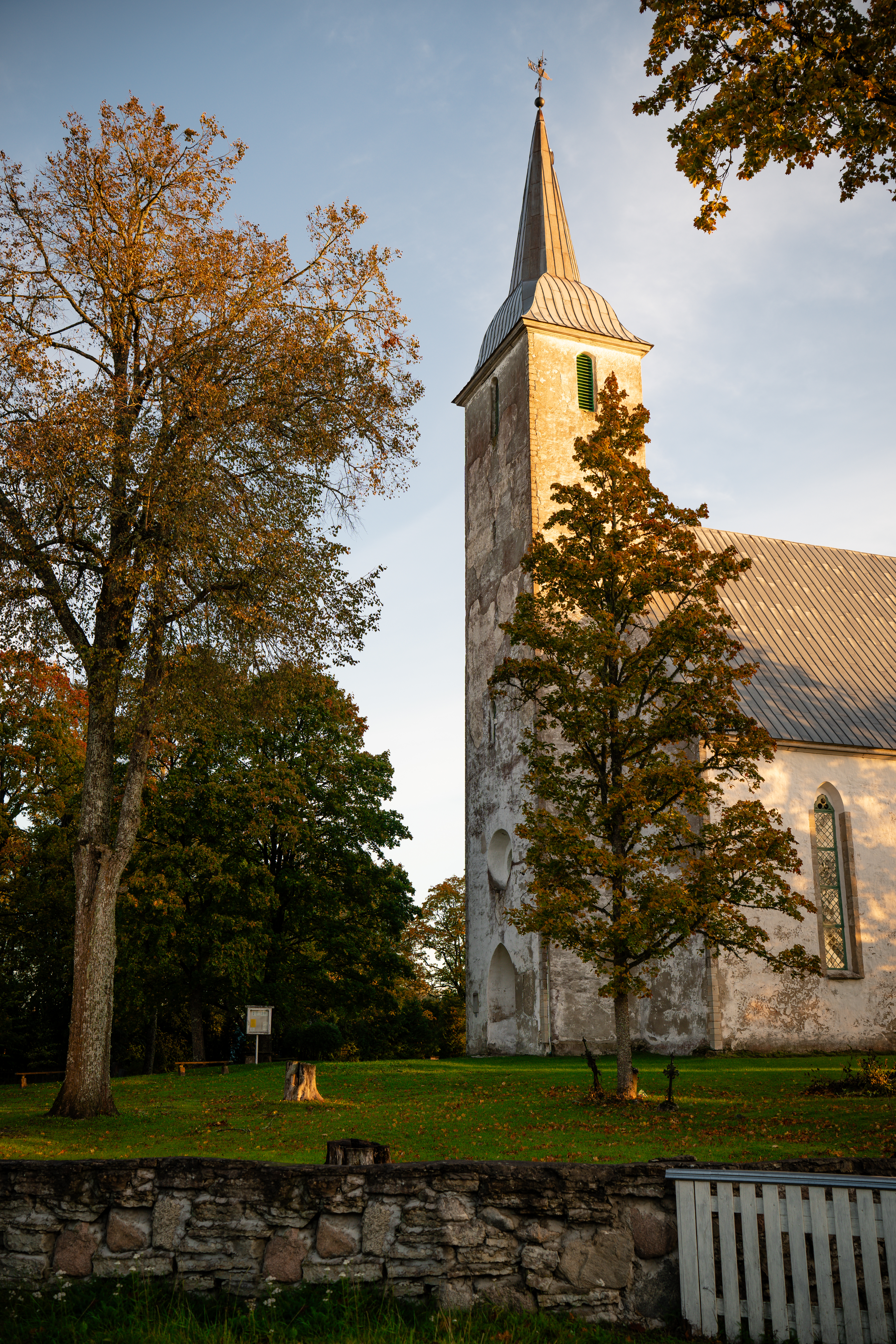